# Stilpnomelaan

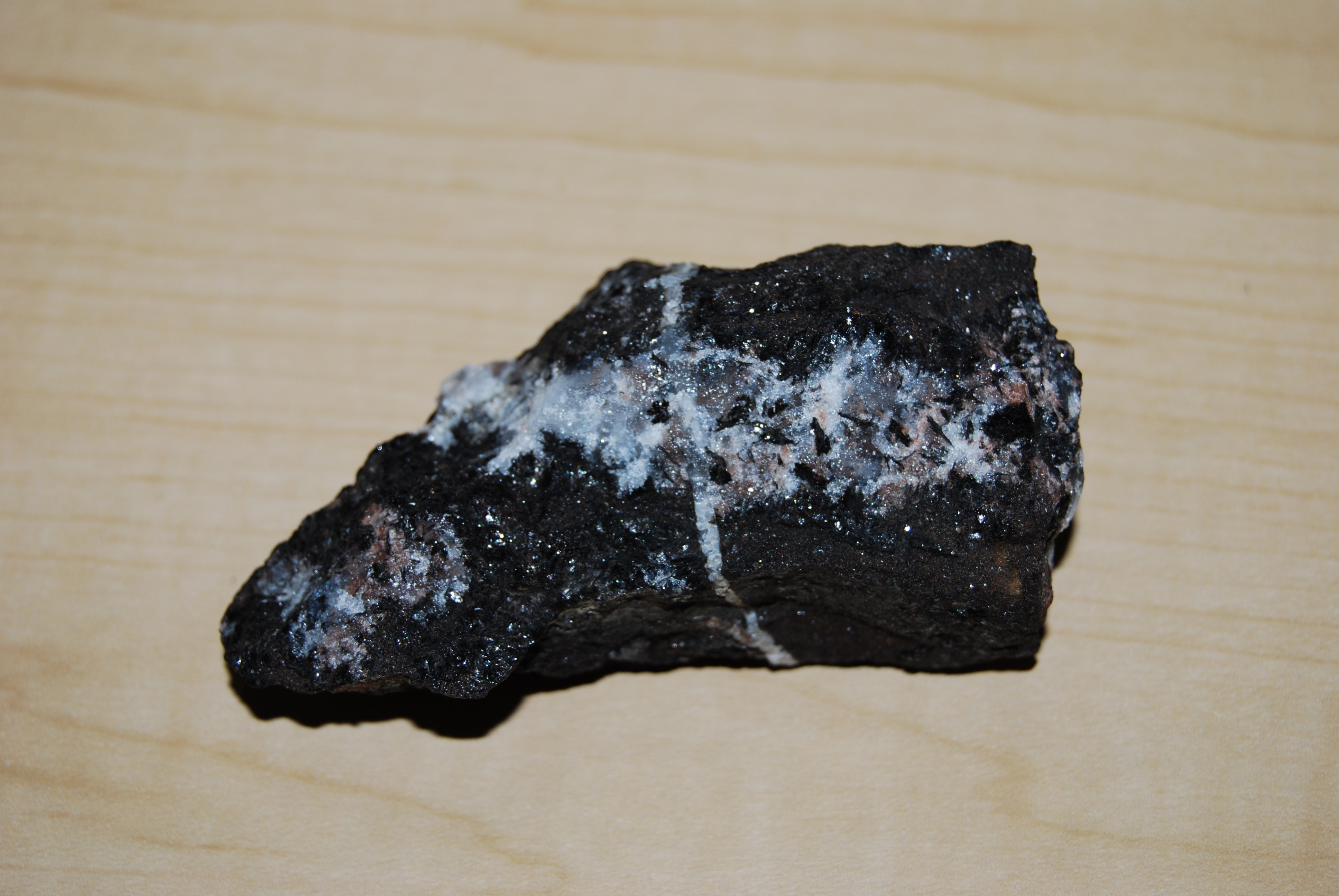
Stilpnomelaan

Het mineraal stilpnomelaan is een gehydrateerd kalium-ijzer-magnesium-aluminium-silicaat met de chemische formule K(Fe2+,Mg,Fe3+)8(Si,Al)12(O,OH)27·n(H2O). Het behoort tot de fylosilicaten.

## Eigenschappen
Het groene, bruinrode, goudbruine of zwarte stilpnomelaan heeft een glas- tot doffe glans, een grijswitte streepkleur en een perfecte splijting volgens het kristalvlak [001]. De gemiddelde dichtheid is 2,86 en de hardheid is 3. Het kristalstelsel is triklien en de radioactiviteit van het mineraal is nauwelijks meetbaar. De gamma ray waarde volgens het American Petroleum Institute is 31,37.

## Naamgeving
De naam van het mineraal stilpnomelaan is een samenstelling van Oudgrieks στιλπνός, stilpnos ("blinkend") en μέλας, melas ("zwart").

## Voorkomen
Het mineraal stilpnomelaan komt met name voor in ijzerertsen. De typelocatie is de Sternberg, in Moravië, Tsjechië. Het wordt ook gevonden in Saint Peters, Chester County, Pennsylvania, Verenigde Staten.